# Sant Jaume de Masriudoms
Sant Jaume de Masriudoms és una església de Vandellòs i l'Hospitalet de l'Infant (Baix Camp) inclosa a l'Inventari del Patrimoni Arquitectònic de Catalunya.

## Descripció
Església senzilla de paredat i arrebossada d'una sola nau amb volta de canó. El campanar és una antiga torre de defensa amb matacà, reaprofitada, amb la sagristia a sota.

## Història
Església bastida cap al 1820, aprofitant com a campanar una antiga torre que data probablement del segle xvi. Sufragània de la parròquia de Vandellòs, en èpoques anteriors va dependre de la de Tivissa. La torre segurament fortificava el camí a Vandellòs a l'època de les incursions barbaresques a la costa. El camí fou construït per la ciutat de Barcelona per a comunicar la llotja de Miramar (actual terme de Mont-Roig) a Mora-Tivissa, pel transport del blat d'Aragó.